# 1624年臺灣
本條目介紹臺灣於1624年所發生的歷史事件，以及該年重要台灣人物的生卒日期。這年是荷蘭東印度公司於臺南開啟荷蘭統治時期的第一年。

## 政府

臺灣長官：馬丁努斯·宋克

## 事件
2月2日-8月26日：澎湖之戰